# Converting Vegetarians
Converting Vegetarians är det fjärde albumet av det israeliska bandet Infected Mushroom, utgivet 2003. 
Den första skivan innehåller Psytrance (därav namnet "Trance Side") medan den andra skivan är mer experimentell med bland annat synt- och hiphop-influenser.

## Låtlista

### CD 1 (The Trance Side)
1. Albibeno
2. Hush Mail
3. Apogiffa Night
4. Song Pong
5. Chaplin
6. Economix
7. Scorpion Frog
8. Deeply Disturbed
9. Semi Nice
10. Yanko Pitch

### CD 2 (The Other Side)
1. Converting Vegetarians
2. Elation Station
3. Drop Out
4. Avratz
5. Blink
6. Shakawkaw
7. Pletzturra
8. I Wish
9. Ballerium
10. Selecta
11. Illuminaughty
12. Jeenge
13. Elevation